# Emma Hamilton
Emma, Lady Hamilton (Neston, 26 de abril de 1765-Calais, 15 de enero de 1815), fue una dama, modelo, bailarina y actriz inglesa. Empezó su carrera en el demi monde de Londres, convirtiéndose en la amante de una serie de hombres acaudalados hasta convertirse en  esposa de William Hamilton, embajador de Inglaterra en Nápoles. Sin embargo, es conocida sobre todo por haber sido la amante del héroe naval británico Lord Nelson y la modelo favorita y musa del retratista George Romney. Como esposa de Hamilton, Emma se hizo muy popular en la corte del Reino de Nápoles, donde entabló amistad con la reina María Carolina, hermana de María Antonieta.

## Primeros años
Bautizada el 12 de mayo de 1765, su nombre al nacer era el de Amy o Emy Lyon. Su lugar de nacimiento fue Ness, cerca de Neston, Cheshire, Inglaterra. Su padre, un herrero llamado Henry Lyon, murió cuando ella tenía dos meses de edad. Su madre, de soltera Mary Kidd, crio a Emy en Hawarden, pero sin ninguna educación formal. No se conocen muchos detalles de su infancia. Se sabe que a los doce años trabajaba como doncella en la casa del doctor Honoratus Leigh Thomas, un cirujano que ejercía en Chester. Después trabajó para la familia Budd en Chatham Place, Blackfriars; allí conoció a una doncella llamada Jane Powell, que quería ser actriz, y que ensayaba con Emma papeles trágicos. Inspirada por el entusiasmo de Jane hacia el teatro, Emma comenzó a trabajar en el teatro de Drury Lane en Covent Garden, como criada de varias actrices, entre ellas Mary Robinson. 
Más tarde fue modelo y bailarina en un establecimiento conocido como «Goddess of Health» (lit. Diosa de la salud) y también como el «Temple of Health» (El templo de la salud) para James Graham, un curandero escocés. La mayor atracción del establecimiento era una cama a través de la que pasaba la electricidad, dando ligeros choques a los clientes que pagaban por tenderse allí. Se suponía que con ello ayudaba a la concepción, y las parejas estériles pagaban por probarlo.
Cuando Emma tenía quince años conoció al aristócrata sir Harry Featherstonhaugh, quien la contrató por varios meses como camarera y bailarina en una larga despedida de soltero en su finca rural Uppark en South Downs. Se dice que Emma bailaba desnuda sobre su mesa del comedor.  Fetherstonhaugh la tomó como amante, pero con frecuencia la ignoraba, prefiriendo irse a beber o a cazar con sus amigos. Por la misma época hizo amistad con uno de los invitados, el aburrido pero sincero Honorable Charles Francis Greville (1749-1809), segundo hijo del Conde de Warwick, y miembro del Parlamento por Warwick. Emma marchó a Londres, donde se cree que Sir Harry la acomodó. A finales de junio o principios de julio del año 1781, Emma quedó embarazada de Sir Harry.  

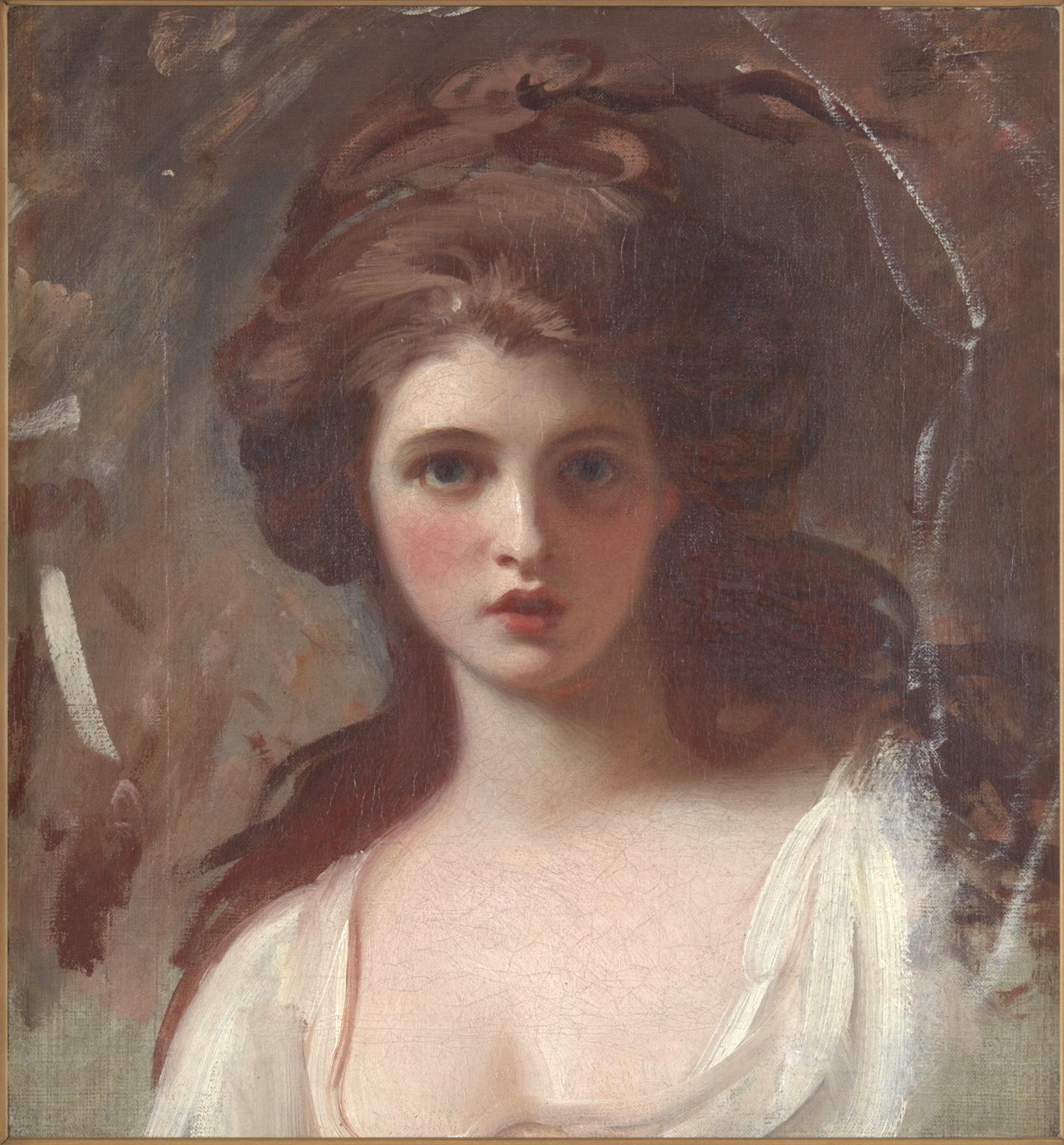
Emma como Circe, por George Romney, 1782.

Fetherstonhaugh no quiso hacerse cargo del bebé, y Emma recurrió a Greville, que la tomó como amante con la condición de que entregara al bebé en adopción. Cuando nació la hija de Emma y Sir Harry, Emma Carew, la enviaron a Hawarden donde la crio su bisabuela durante sus tres primeros años, y después a Mánchester, donde quedó a cargo de un director de colegio llamado John Blackburn y su esposa. De joven, Emma Carew tuvo un contacto bastante regular con su madre, hasta que esta se endeudó y Carew marchó al extranjero a trabajar como dama de compañía.
Greville instaló a Emma en una casita de Edgware Row, Paddington Green, que para la época era un pueblo en las afueras de Londres. Totalmente dependiente de Greville, Emma accedió a sus exigencias de que cambiara su nombre por el de «Emma Hart», que vistiera modestamente en colores apagados y renunciara a la vida social. Greville trajo a la madre de Emma a vivir con ella como ama de llaves. También la educó para refinar sus modales y al cabo de un tiempo comenzó a presentarla a algunos de sus amigos.
Viendo una oportunidad de ganar algún dinero haciéndose con una parte de las ventas, Greville hizo que Emma posara para su amigo, el pintor George Romney, que andaba en busca de una modelo y musa. Romney pintó muchos de sus retratos más famosos de Emma en esta época, quien a su vez se convirtió prontamente en la mayor celebridad de Londres. De hecho, Romney mantuvo una obsesión por ella que le duró toda la vida; muchos de los numerosos bocetos que hizo de ella en esta época, tanto desnuda como vestida, le sirvieron posteriormente para pintar cuadros de Emma cuando esta no se encontraba ya en Inglaterra. Los cuadros dan fe de su extraordinaria belleza, y gracias a ellos, Emma comenzó a darse a conocer en los círculos sociales con su nuevo nombre de Emma Hart, donde destacó como mujer elegante, ingeniosa e inteligente, y de extremada belleza.
En 1783, Greville se vio en la necesidad de buscar una esposa de buena posición para reactivar sus finanzas, y se fijó en una joven heredera de dieciocho años, Henrietta Middleton. Gracias a las obras de arte de Romney, Emma era muy conocida, y el hecho de que Greville viviera abiertamente con ella representaba un obstáculo para que Henrietta lo aceptara como pretendiente. Para deshacerse de Emma, Greville convenció a su tío, Sir William Hamilton, el legado británico en Nápoles, para que se hiciera cargo de ella. 
A Sir William le convenía que Greville se casara, pues así se libraba de tener que hacerse cargo de un pariente pobre. Para promover su plan, Greville le sugirió a Sir William que Ema sería una amatnte muy complaciente, asegurándole que una vez se casara con Henrietta Middleton volvería por Emma. Sir William era un cincuentón recién llegado a Londres tras cinco años, y aficionado a las antigüedades y los objetos bellos, y conocía la famosa belleza de Emma. Viudo reciente, su casa de Nápoles era bien conocida por su hospitalidad y refinamiento, y necesitaba una anfitrona para sus salones. Emma le pareció una gran elección, a tal punto que estuvo de acuerdo en pagar los gastos de su viaje para que llegara prontamente.
Emma desconocía estos planes, y Greville se limitó a plantearle el viaje a Nápoles como unas prolongadas vacaciones de seis a ocho meses mientras él (Greville) estaba en Escocia por negocios, apenas unos meses después de que la madre de Emma sufrió un derrame cerebral. Emma fue pues enviada a Nápoles, supuestamente por unos meses, sin saber que iba como la amante de su anfitrión. Partió a Nápoles junto con su madre y Gavin Hamilton el 13 de marzo de 1786, por tierra y en un viejo coche, y llegó a la ciudad el día de su cumpleaños número 21, el 26 de abril.

## Matrimonio con William Hamilton

Lady Hamilton como bacante, por Marie-Louise-Élisabeth Vigée-Lebrun (1790-1791).

Después de unos seis meses de vivir en Nápoles en apartamentos en el Palazzo Sessa en San Ferdinando con su madre (y por separado de Sir William) y de rogarle a Greville que viniera a buscarla, Emma se dio cuenta de que la había abandonado. Aunque furiosa en un principio, Emma acabó por disfrutar de la vida en Nápoles y respondió a los intensos cortejos de Sir William, convirtiéndose en su amante justo antes de la navidad de 1786. Se enamoraron, Sir William olvidó sus planes de tomarla solo como una amante temporal, y Emma se mudó a sus apartamentos, dejando a su madre en los pisos inferiores. Emma no podía aún visitar la Corte, pero Sir William la llevaba a cada fiesta, reunión o paseo.
Sir William y Emma volvieron a Inglaterra, donde obtuvieron el permiso del rey para casarse. La boda se celebró el 6 de septiembre de 1791 en Saint Marylebone, en Londres. Aunque en su boda tuvo que utilizar su nombre real, Amy Lyons, al casarse obtuvo el título de Lady Hamilton, que utilizaría el resto de su vida. Tenía 26 años de edad y su marido 60. La carrera pública de Emma estaba ahora en su culmen y durante la visita fue admitida al Consejo Privado. Poco después de la ceremonia, Romney pintó su último retrato en vivo de Emma, The Ambassadress (La embajadora), tras lo cual el pintor cayó en una profunda depresión y dibujó una serie de frenéticos bocetos de Emma. 
Dos días después de la boda, la pareja regresó a Nápoles. Tras el matrimonio, Grevomme transfirió el costo de manutención de Emma Carew a Sir William, y le sugirió que la trasladara a una institución digna de la hijastra de un delegado, aunque Sir William ignoró este requerimiento durante un tiempo.
El matrimonio no fue del agrado de la familia y parientes de Sir William, a tal punto que este le escribió a Thomas Graham, esposo de su sobrina Mary Graham (otra famosa belleza de la época), defendiendo su matrimonio con Emma. Emma también escribió buscando aprobación de Graham y otros parientes.

## La vida en Nápoles
Emma vivió por un tiempo en una casa en Caserta que su esposo había alquilado. Allí, la ahora Lady Hamilton se hizo amiga íntima de la reina María Carolina, hermana de María Antonieta y esposa de Fernando I de Nápoles, y pronto adquirió fluidez tanto en francés como en italiano. También se reveló como una gran anfitriona y cantante aficionada.
El atuendo vulgar de Emma, sus modales poco aristocráticos y su forma de beber a veces llamaban la atención entre su refinada compañía. Durante una cena en Nápoles, el duque de Borbón comentó sobre la forma en que Emma bebía oporto, señalando que debía ser una «costumbre suya, ya que no se emborrachaba después de dos o tres botellas».
Entusiasta, como su marido, de las antigüedades y el arte clásico, desarrolló como entretenimiento social un tipo de espectáculo mímico al que puso el nombre de attitudes, «posturas» o «poses», tableaux vivants en los que representaba esculturas o cuadros famosos ante sus invitados utilizando la idea de Romney de combinar poses clásicas con un aire moderno, envuelta en velos y chales para evocar imágenes populares de la mitología grecorromana. También hizo que su modista le confeccionara trajes siguiendo el modelo de las campesinas isleñas del golfo de Nápoles. Emma estrenó esta mezcla de pose pictórica, danza y teatro lo realizó en la primavera de 1787 ante un gran grupo de invitados europeos, que no tardaron en aficionarse a esta nueva forma de entretenimiento y charadas, intentando averiguar los nombres de los personajes clásicos y las escenas que Emma representaba.
Las «attitudes» causaron sensación en toda Europa. Usando unos pocos chales, Emma posó remedando figuras clásicas, desde Medea hasta la reina Cleopatra, y sus interpretaciones se hicieron muy populares entre aristócratas, artistas como Marie-Louise-Élisabeth Vigée-Lebrun, escritores —incluyendo a Johann Wolfgang von Goethe— e incluso miembros de la realeza, estableciendo nuevas tendencias de danza por toda Europa y poniendo de moda la ropa drapeada al estilo de la Grecia antigua.
Las attitudes se popularizaron entre los artistas, como el escultor Bertel Thorvaldsen y la bailarina danesa Ida Brun, que se convirtió en la sucesora de Emma en la representación de attitudes. Este tipo de mímica desapareció durante largo tiempo, y resurgió de nuevo en el siglo XX.

## Encuentro con Nelson
Como esposa del enviado británico, Emma recibió a Nelson (quien llevaba unos seis años casado con Fanny Nisbet para entonces) en 1793, cuando acudió a buscar apoyo contra los franceses. Emma es descrita en 1797 en el diario de Elizabeth Wynne como «una mujer encantadora, hermosa y sumamente afable y de buen humor». Cuando Nelson zarpó hacia Cerdeña el 15 de septiembre después de solo cinco días en Nápoles, estaba claro que ya se había enamorado un poco.
Tras cuatro años de matrimonio, Emma ya no tenía esperanzas de tener hijos con Sir William, que probablemente era estéril, aunque lo describía como «el mejor marido y amigo». Emma intentó convencerle de nuevo de que permitiera a su hija venir a Nápoles y vivir con ellos camuflada como sobrina de la madre de Emma, pero él se negó, y tampoco quiso atender su petición de buscarle pretendientes en Inglaterra.
Nelson regresó a Nápoles cinco años después, el 22 de septiembre de 1798, convertido ya en una leyenda después de su victoria en la batalla del Nilo en Abukir. El almirante iba acompañado de su hijastro de dieciocho años, Josiah. Sin embargo, la vida de acción había envejecido prematuramente a Nelson: había perdido un brazo y la mayor parte de sus dientes, y sufría ataques de tos. Emma y Sir William acogieron a Nelson en su casa, el Palazzo Sessa. Nelson escribió a la esposa de la que se estaba separando poco a poco, Lady Fanny Nelson, hablando efusivamente sobre Emma.

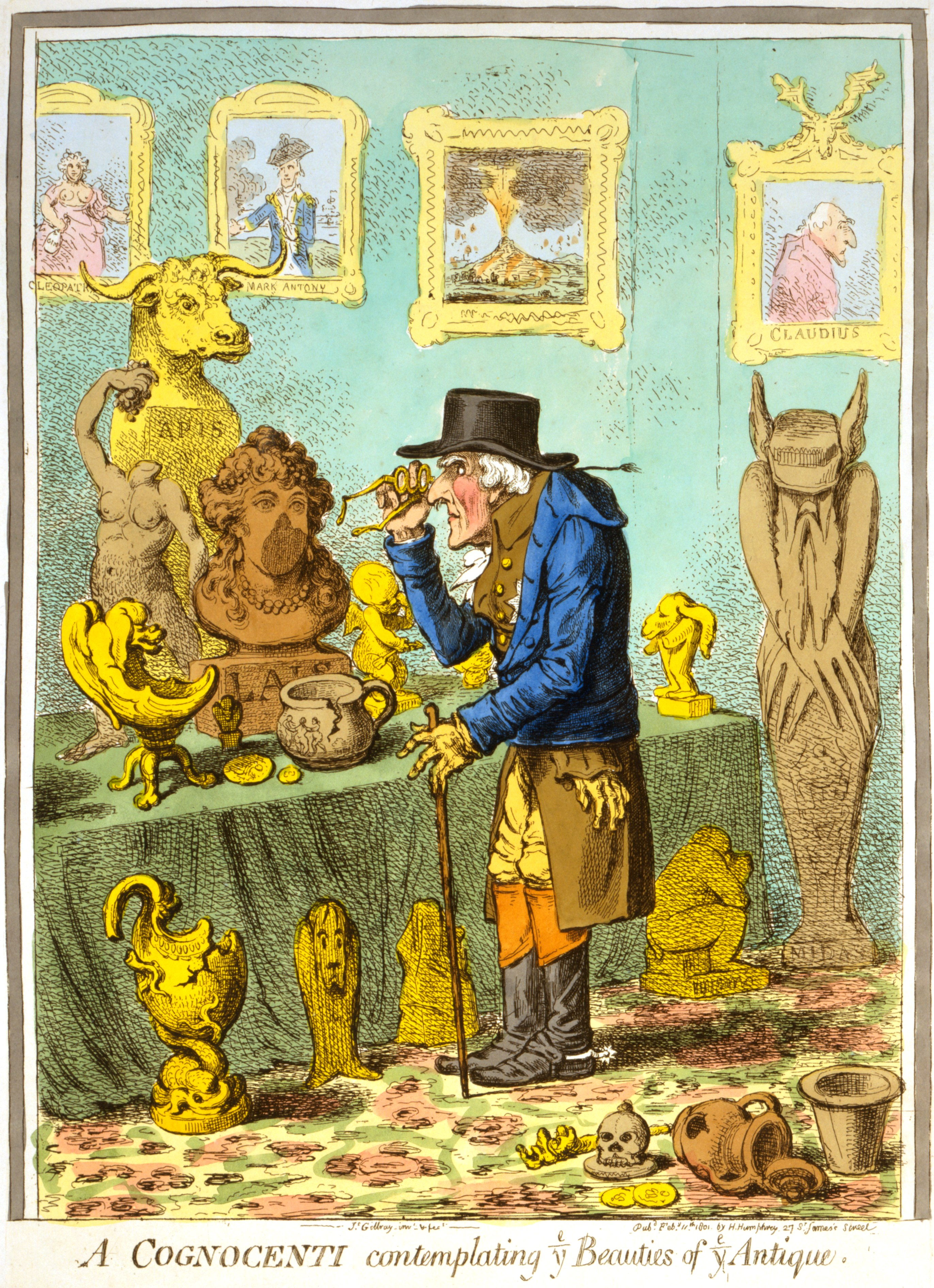
En A Cognocenti contemplating ye Beauties of ye Antique (1801), James Gillray caricaturiza la actitud de Sir William hacia el idilio entre Emma y Nelson. Emma está retratada como "Cleopatra" en el extremo superior izquierdo, y Nelson es el "Marco Antonio" que queda al lado.

Emma cuidó de Nelson bajo su techo, y organizó una fiesta con 1800 invitados para celebrar el 40° aniversario de él. También hizo grandes esfuerzos por animar a su retraído hijastro. Tras la fiesta, Emma se convirtió en secretaria y traductora del almirante, además de facilitarle contactos políticos. Emma y Nelson no tardaron en enamorarse y parece que su relación fue tolerada, incluso alentada, por Sir William, que ya acusaba la edad, tenía una salud precaria y estaba deseando retirarse. Hamilton siempre mostró admiración y respeto por Nelson, que le correspondió con sentimientos similares. En noviembre, las murmuraciones de Nápoles habían llegado a los periódicos ingleses, lo que convirtió en Emma Hamilton y Horatio Nelson en los británicos más famosos.
Emma no solo era amiga personal de la reina María Carolina, sino que había desarrollado una importante influencia política. Aconsejó a la reina sobre cómo reaccionar frente a las amenazas de la Revolución Francesa. La hermana de María Carolina, María Antonieta había caído víctima de la Revolución.  
En 1799 se produjo en Nápoles una extraña revolución, dirigida por miembros de la aristocracia, sin apoyo popular. La familia real se marchó a Sicilia. Desde aquí Nelson intentó ayudar a la familia real a aplastar a los revolucionarios, aun sin apoyo del Gobierno británico. Incluso permitió la ejecución de uno de los líderes de la revolución, el almirante Caracciolo. Emma desempeñó un importante papel en el aplastamiento de la revolución, actuando como intermediaria, llevando mensajes entre Nelson y la reina.
Poco después Nelson fue llamado a Gran Bretaña, lo que coincidió con la jubilación de Hamilton. Emma se había quedado embarazada alrededor del mes de abril de 1800. Emma, William, Nelson y la madre de Emma viajaron juntos, eligiendo la ruta más larga posible para volver, a través de Europa central. En Viena, oyeron la Missa in Angustiis de Joseph Haydn que hoy lleva el nombre de Nelson. El 6 de noviembre de 1800 llegaron a Gran Bretaña, donde Nelson fue recibido como un héroe. Los tres vivieron entonces juntos de manera abierta, y el asunto se hizo de dominio público, lo que al final indujo al Almirantazgo a enviar a Nelson de vuelta al mar, aunque solo fuera para apartarlo de Emma.
Emma dio a luz a la hija de Nelson, Horatia, el 31 de enero de 1801 en la casa que  Sir William había alquilado en Clarges Street, 23 Piccadilly, Londres. En otoño de ese mismo año, Nelson compró Merton Place, una pequeña casa destartalada en las afueras de lo que actualmente es Wimbledon. Allí vivió abiertamente con Emma y Sir William, en un ménage à trois que fascinó al público. Los periódicos contaban todos sus movimientos, y las mujeres se fijaban todo lo que hacía y llevaba Emma, que creaba tendencias de moda en ropa, decoración e incluso menús festivos. Emma no había desvelado a Nelson la existencia de su hija Emma Carew, que sir William seguía manteniendo. 
Pero pronto Nelson prefirió una vida más tranquila, lejos de la vida social que tanto ansiaba Emma. Sir William murió en 1803, y los acreedores de Emma comenzaron a asediarla. Charles Greville fue el albacea testamentario, y furioso al conocer las deudas que afectaban al patrimonio, expulsó a Emma de la casa de Picadilly.
Nelson aceptó el nombramiento de comandante en jefe de la flota mediterránea, o que precipitó el bautismo de Horatia en la iglesia de Marylebone antes de su partida. En el registro del bautismo, aparece como Horatia Nelson Thompson, con la fecha de nacimiento falseada para hacerla pasar por la ahijada de Emma y Nelson nacida en Nápoles. Nelson volvió al mar poco después, dejando a Emma embarazada del segundo hijo de la pareja. Fue una niña que murió a las pocas semanas de nacer, a principios de 1804. Al año siguiente murió Nelson.

## Los últimos años
Tras la muerte de Nelson, Emma agotó muy rápido la pequeña pensión que Sir William le había dejado, y contrajo muchas deudas. Nelson había dejado el grueso de su patrimonio a su hermano y aunque legó Merton Place a Emma, ella agotó sus finanzas intentando mantenerlo como un monumento al almirante. A pesar de su estatus como héroe nacional, el Gobierno ignoró las instrucciones que dejó para satisfacer las necesidades de Emma y Horatia. En su lugar, honraron al hermano de Nelson. 
Emma pasó un año en una prisión por deudas, en la compañía de Horatia, antes de trasladarse a Francia en 1814 para intentar escapar de sus acreedores. Emma no tardó en contraer nuevamente fuertes deudas, que se sumaron a los problemas de salud que arrastraba: dolores de estómago, náuseas y diarreas. Al final de su vida, Emma se convirtió al catolicismo.
Completamente arruinada, Emma murió el 15 de enero de 1815 en Calais de amebiasis, enfermedad que provoca disentería, y que probablemente había contraído en Nápoles. Fue enterrada en Calais, en suelo público, pero su tumba se perdió. En 1994 se inauguró un memorial en su honor en el parque Richelieu de Calais.